# 문맥고혈압
문맥고혈압(門脈高血壓, portal hypertension) 또는 문맥압항진증(門脈壓亢進症, 문화어: 문맥고압증)은 비정상적으로 간문맥과 그 지류들의 혈압인 간문맥압이 상승하는 것이다. 간문맥과 그 지류들은 창자의 혈액 대부분을 간으로 보내는 혈관이다. 정의는 간정맥압력차(HVPG)가 5mmHg보다 커지는 것이다. 간부전의 한 형태인 간경변증이 가장 흔한 문맥고혈압의 원인이다. 증상이나 합병증을 일으킬 정도로 문맥고혈압이 심하다면 문맥압 자체를 낮추거나 합병증을 관리하는 방식으로 치료한다.

## 증상과 징후
문맥고혈압의 증상과 징후는 다음과 같다.
- 복강 안에 물이 차는 복수[1]
  - 복통이나 압통은 자발성 세균성 복막염과 같이 복수가 세균에 감염된 경우에 나타난다.[6]
- 비장이 커지는 비장비대.[1] 이로 인해 혈소판 수가 감소하는 혈소판감소증으로 이어질 수 있다.
- 항문직장정맥류[7]
- 앞배벽의 정맥이 부풀어 오르는 메두사머리[1]

또한 간문맥이 팽창한 것이 CT 스캔이나 MRI에서 보이면 문맥고혈압을 더 강하게 의심할 수 있다. 간문맥 직경의 기준치는 13mm가 널리 사용되지만, 정상인에서도 간문맥이 이보다 큰 경우가 자주 있다.

## 원인
문맥고혈압의 원인은 간문맥계가 간에 이르기 전에 문제가 있는 간전성(prehepatic), 간 안에서 문제가 생긴 간내성(intrahepatic), 간과 심장 사이의 위치에서 문제가 생긴 간후성(posthepatic)으로 분류된다. 가장 흔한 원인은 만성 간부전인 간경변증이다. 다른 원인은 다음과 같다.
간전성 원인
- 간문맥혈전증
- 지라정맥 혈전증
- 동정맥샛길 - 이로 인해 간문맥으로의 혈류가 증가한다.
- 지라비대, 지라기능항진증으로 인한 간문맥으로의 혈류 증가

간내성 원인
- 간경변증
  - 알코올 의존증
  - 만성 바이러스성 간염
  - 담도폐쇄증
  - 원발 쓸개관 간경화
- 원발 경화 쓸개관염
- 만성 췌장염
- 유전성 출혈 모세혈관확장증
- 주혈흡충증
- 선천성 간섬유증
- 결절성 재생성 과증식
- 굴주위공간(디세공간)의 섬유화
- 육아종성 또는 침윤성 간질환 (고셔병, 점액다당류증, 유육종증, 림프증식성 악성 종양, 아밀로이드증 등)
- 간독성 (비소, 구리, 염화 비닐 단량체, 무기질유, 비타민 A, 아자티오프린, 다카바진, 메토트렉세이트, 아미오다론 등)
- 바이러스성 간염
- 지방간
- 간정맥 폐색성 질환

간후성 원인
- 아래대정맥의 폐색
- 협착심장막염과 같은 원인으로 발생한 (오른쪽 심장의) 심부전
- 간정맥혈전증이라고도 불리는 버드-키아리 증후군

## 병태생리학

간의 별세포(이토세포)

문맥고혈압은 다양한 원인으로 인한 혈관 저항의 증가로 인해 나타난다. 또한 이때 간별세포와 근섬유아세포가 활성화된다. 내인성 혈관확장 인자들이 증가하면서 간문맥으로 더 많은 혈액이 흘러가도록 촉진한다.
일산화 질소(NO)는 내인성 혈관확장 인자로, L-아르기닌으로부터 만들어지며 간내 혈관의 수축 정도를 조절한다. 몇몇 연구에서 일산화 질소가 억제되면 간문맥고혈압을 증가시키고 노르에피네프린에 대한 간의 반응도 강하게 만든다고 밝혔다.

## 진단

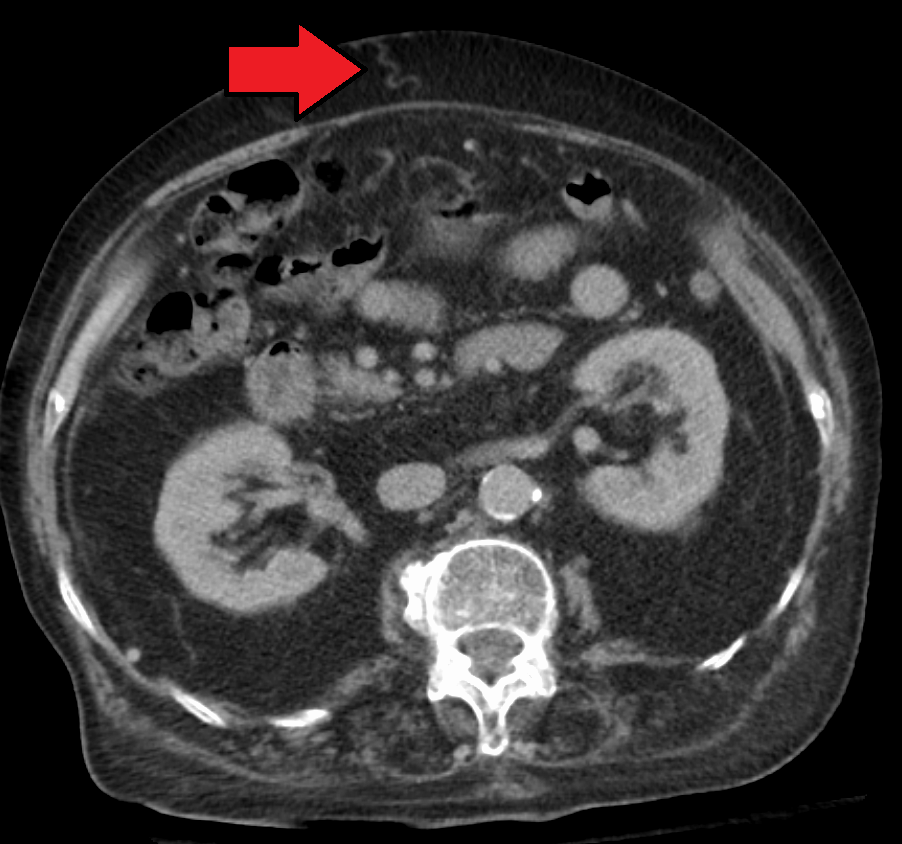
문맥고혈압으로 인해 배꼽정맥이 다시 열린 모습.

초음파(US)는 비침습적이며 비용이 저렴하고, 현장에서 바로 시행 가능하기 때문에 문맥고혈압의 진단과 추적관찰에 가장 먼저 사용되는 영상 기법이다.
직경이 13 또는 15mm 이상으로 팽창된 간문맥은 문맥고혈압의 소견으로, 민감도가 12.5~40% 정도이다. 도플러 초음파검사에서는 혈류 속도가 16cm/s 아래로 느리고 간문맥이 팽창되어 있다면 문맥고혈압을 진단할 수 있는 소견에 해당한다. 초음파상에서 문맥고혈압의 또 다른 소견으로는 혈류의 평균 속도가 12cm/s보다 느리거나, 곁순환을 이루는 정맥(열린 상태의 배꼽옆정맥, 비장과 콩팥의 곁순환, 팽창된 왼위정맥과 짧은위정맥)이 존재하는 경우, 지라비대, 간경변증의 소견(간 표면의 결절 형성) 등이 있다.
간정맥압력차(HVPG) 측정은 문맥고혈압의 중증도 평가에 최적표준으로 여겨져 왔다. 문맥고혈압은 HVPG가 5mmHg 이상이 경우로 정의되는데, 그중에서도 HVPG가 10~12mmHg를 넘으면 임상적으로 중증이라고 간주한다.

## 치료
문맥고혈압의 치료에는 문맥전신지름술, 출혈 예방을 위한 약물과 내시경적 치료, 간성 뇌증 예방을 위한 약물 치료 등이 있다.

### 문맥전신지름술

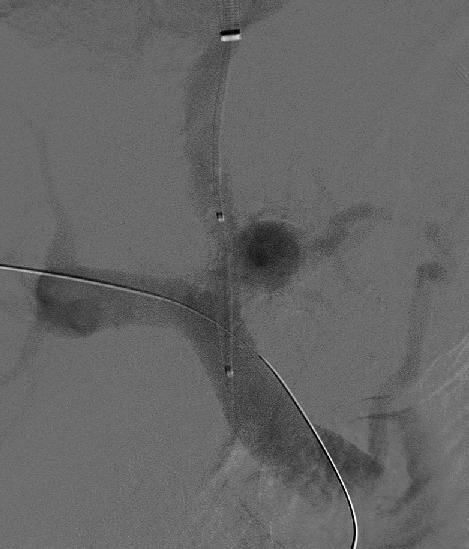
목정맥경유간속문맥전신지름술(TIPS)의 형광투시검사 사진

선택적 지름술(selective shunt)은 창자가 아닌 곳의 혈류는 체순환계의 정맥으로 지름술을 시행하고, 창자의 정맥 흐름은 간을 통해 지나가도록 유지하는 방식이다. 이러한 선택적 지름술에서 가장 잘 알려진 유형은 지라콩팥(splenorenal)지름술이다. 여기서는 지라정맥을 왼쪽 콩팥정맥으로 연결하므로 뇌증의 가능성을 최소화하며 문맥압을 감소시킬 수 있다. 창자간막대정맥(mesocaval, 위창자간막정맥에서 아래대정맥으로 연결)이나 문맥대정맥(portocaval, 간문맥에서 아래대정맥으로 연결)으로 시행하는 H-지름술(H-shunt)은 인조 혈관이나 신체의 다른 정맥을 얻어서 시행할 수 있다. 지름술의 크기는 지름술이 얼마나 선택적인지를 결정한다.
목정맥경유간속문맥전신순환지름술(TIPS)이 등장하면서 다른 문맥전신지름술은 덜 쓰이게 되었다. TIPS는 더 시술이 쉬우며 간의 혈관을 막지 않는다는 장점이 있다.

### 출혈 예방
테를리프레신 등의 바소프레신, 비선택적 베타 차단제, 이소소르비드 모노니트레이트와 같은 약물적인 치료와 내시경을 이용한 밴드 결찰술은 효과가 비슷하게 나타난다. TIPS는 출혈 재발의 비율을 낮추는 데에 효과적이다.
활동성 정맥류 출혈의 치료로는 소마토스타틴, 옥트레오타이드와 같은 혈관작용성 약물 투여, 내시경 밴드 결찰술, 풍선탐폰 삽입법, TIPS가 있다.

### 복수
복수의 관리는 점진적으로 진행해야 하는데, 이는 전신의 혈액량이 갑자기 변화하여 간성 뇌증, 신부전, 사망에 이르는 것을 피하기 위해서이다. 저염식, 이뇨제(스피로놀락톤), 천자술 등이 치료에 이용된다. TIPS도 복수 치료에 쓰인다.

### 간성 뇌증
락툴로오즈, 관장이나 리팍시민, 네오마이신, 반코마이신, 퀴놀론계 항생제 등 여러 가지 항생제가 치료에 쓰일 수 있다. 식사 단백질 제한이 권장되기도 했으나 현재는 여러 임상 시험에서 효과가 없음이 밝혀져 시행되지 않는다. 대신 적절한 영양 공급을 유지하도록 권장하고 있다.